# Ioan Nemeș
Ioan Nemeș (n. 19 ianuarie 1924, Suceava – d. 10 ianuarie 2009) a fost un fizician și biolog român, specialist în lepidoptere.

## Date biografice
S-a născut la 19 ianuarie 1924, la Suceava, în familia lui Ion și Artemiza Nemeș. A urmat studii liceale la Liceul „Ștefan cel Mare” din Suceava (absolvite în 1942), urmând apoi studii superioare la Facultatea de Fizică-Chimie a Universității din Iași și Facultatea de Farmacie a aceleiași universități (1948). După absolvirea facultății a lucrat ca profesor de fizică și chimie la Liceul „Ștefan cel Mare” din Suceava.
A avut contribuții la cunoașterea faunei entomologice a României. A realizat cea mai mare colecție de insecte din țară (circa 250.000 de exemplare). Semnalează, pentru prima dată, peste 300 de specii din fauna României. Identifică 8 taxoni noi pentru știință. Genuri și specii noi îi poartă numele (genul Nemesia, de exemplu). A colaborat la prestigioase publicații din țară și de peste hotare. A fost ales membru al Societății de Științe Biologice din România, al La Société Entomologique de Mulhouse și Entomological Society of Japan.

## Volume publicate
- „Fizica. Manual pentru clasa a VIII-a” (1966)
- „Insectarul meu” (1969)
- „Catalogul colecției de lepidoptere Alexei Alexinschi de la Muzeul Județean Suceava. Partea a III-a” (Suceava, 1973, în colaborare).

## Recunoașteri publice
- Cetățean de onoare al municipiului Suceava din anul 2003.
- Parcul Central din Suceava poartă numele Parcul Profesor Ioan Nemeș, începând cu data de 12 noiembrie 2009.